# Bahnradsport-Weltmeisterschaften 1953
Die Bahnradsport-Weltmeisterschaften 1953 fanden vom 21. bis 26. August 1953 auf der Radrennbahn in Zürich-Oerlikon statt.
Das Stadion war für diese Weltmeisterschaften gründlich überholt worden. Als die Instandsetzung erfolgen sollte, traten in Zürich die Maler in Streik, und so mussten die Radsport-Funktionäre, darunter der Präsident des Schweizer Radfahrer-Bundes (SRB), Carl Senn, selbst mit Hand anlegen. Der Hannoveraner Werner Potzernheim errang für die deutsche Mannschaft die einzige Medaille, eine bronzene im Sprint der Amateure.

## Resultate

### Profis
| Disziplin                | Platz | Athlet                           | Land                   |
| ------------------------ | ----- | -------------------------------- | ---------------------- |
| Sprint                   | 1     | Arie van Vliet                   | Niederlande            |
|                          | 2     | Enzo Sacchi                      | Italien                |
|                          | 3     | Reg Harris                       | Vereinigtes Königreich |
| Steherrennen (100 km)    | 1     | Adolph Verschueren/Maurice Ville | Belgien                |
|                          | 2     | Roger Queugnet                   | Frankreich             |
|                          | 3     | Henri Lemoine                    | Frankreich             |
| Einerverfolgung (5000 m) | 1     | Sydney Patterson                 | Australien             |
|                          | 2     | Kay Werner Nielsen               | Dänemark               |
|                          | 3     | Antonio Bevilacqua               | Italien                |

### Amateure
| Disziplin                | Platz | Athlet             | Land           |
| ------------------------ | ----- | ------------------ | -------------- |
| Sprint                   | 1     | Marino Morettini   | Italien        |
|                          | 2     | Cesare Pinarello   | Italien        |
|                          | 3     | Werner Potzernheim | BR Deutschland |
| Einerverfolgung (4000 m) | 1     | Guido Messina      | Italien        |
|                          | 2     | Loris Campana      | Italien        |
|                          | 3     | Daan de Groot      | Niederlande    |